# Jesy Nelson
Jessica Louise Nelson (født 14. juni 1991) er en engelsk sanger.
Jesy Nelson er tidligere medlem af pigegruppen Little Mix, som vandt The X Factor i 2011. Den 14. december 2020 annoncerede hun, at hun forlod gruppen på baggrund af sin mentale helbred.

## Baggrund
Nelson er født og opvokset i Romford, i den østlige del af London, som datter af John Nelson og Janice White. Hun har en ældre søster Jade og to brødre Joseph og Jonathan.